# 海藏院
海藏院（かいぞういん）は、神奈川県横浜市戸塚区に所在する臨済宗円覚寺派の寺院。山号は惠照山（えしょうざん）。本尊は釈迦牟尼如来。

## 歴史
1363年（貞治二年）、鎌倉・ 円覚寺の末寺として開かれた臨済宗の寺。（1353年説もある）。
開山の方外宏遠は、円覚寺の塔頭である黄梅院の二世を務めた。黄梅院は、円覚寺第十五世夢窓疎石の塔所である。
無住時代などを経て、戦国時代に戸塚宿の基礎を作った地域の実力者、澤邉信友（1591年（天正19年没））により、黄梅院の雲岫周泰和尚を招いて中興される。
澤邉信友の子である古帆周信は、海藏院を経て黄梅院へ入り、円覚寺派の実力者として改革を推進したと伝わる。また、豊臣秀頼の息女で、東慶寺の門主となった天秀尼に禅を教示したという。晩年は当寺に戻り、八世和尚として1641年（寛永18年に示寂した。
当寺の夕べの鐘の音は、戸塚十勝の一つとして「入相の　かねのひびきに　いそくらむ　やや暮れかかる　野路の旅人」と詠まれた。
最初の梵鐘は1621年（元和7年）造立。1723年（享保8年）に澤邉重時が新たな梵鐘を寄進。同梵鐘は第二次世界大戦中に供出され、現在のものは1962年（昭和37年）再鋳である。
2016年（平成28年）に境内地に散骨樹木葬の「戸塚花観音墓苑」を開苑。
2017年（平成29年）には、1840年（天保11年）以来の、根本的な山門の改修を行う。その際発見された棟札から、造営は円覚寺大工高階家の手によること、1902年（明治35年）に茅葺き屋根を鉄板葺きに改修したことが明らかになった。また、同時に行われた調査から、明治35年の改修以前に、茅葺き屋根への改修工事が行われており、造営当初は桧皮葺きまたは柿葺きであったことが推定された。頭貫部分に天保年間の部材よりも古い材が使用されていることも明らかになり、天保11年以前にも同型の山門が存在していたと考えられている。（古い頭貫の年代は1600年代・江戸時代初頭と推定）
以上の調査結果を元に、天保年間の造営当初の形状に近い形となる銅板葺きで再建（平成30年3月竣工）。堂内には飲食店「お寺茶ふぇ 花観音」がある。

## 仏像等
- 釈迦牟尼如来像本尊　木彫坐像
- 正観音立像
- 十一面観音　銅造立像
- 如意輪観音　銅造坐像懸仏
- 開山方外宏遠坐像　乾漆坐像（横浜市指定有形文化財）
- もちあがり 地蔵　石仏
- 山門　龍の彫刻　伝左甚五郎作
- 志行顕彰歌碑
- 木食観正碑
- 六地蔵
- 布袋尊（戸塚宿七福神巡り）

- 山門
- 開山した方外宏遠の坐像

## アクセス
- JR東日本戸塚駅・ 横浜市営地下鉄戸塚駅より徒歩約9分

## 参考資料
- 戸塚の寺院誌　戸塚区仏教会編　2010年
- とみづか第38号　戸塚歴史の会発行　2012年
- 日本伝統建築技術保存会会報　第32号
- 「山之内庄戸塚宿海藏院」『大日本地誌大系』 第40巻新編相模国風土記稿5巻之99村里部鎌倉郡巻之31、雄山閣、1932年8月。NDLJP:1179240/52。